# Bavariaring 6 (München)

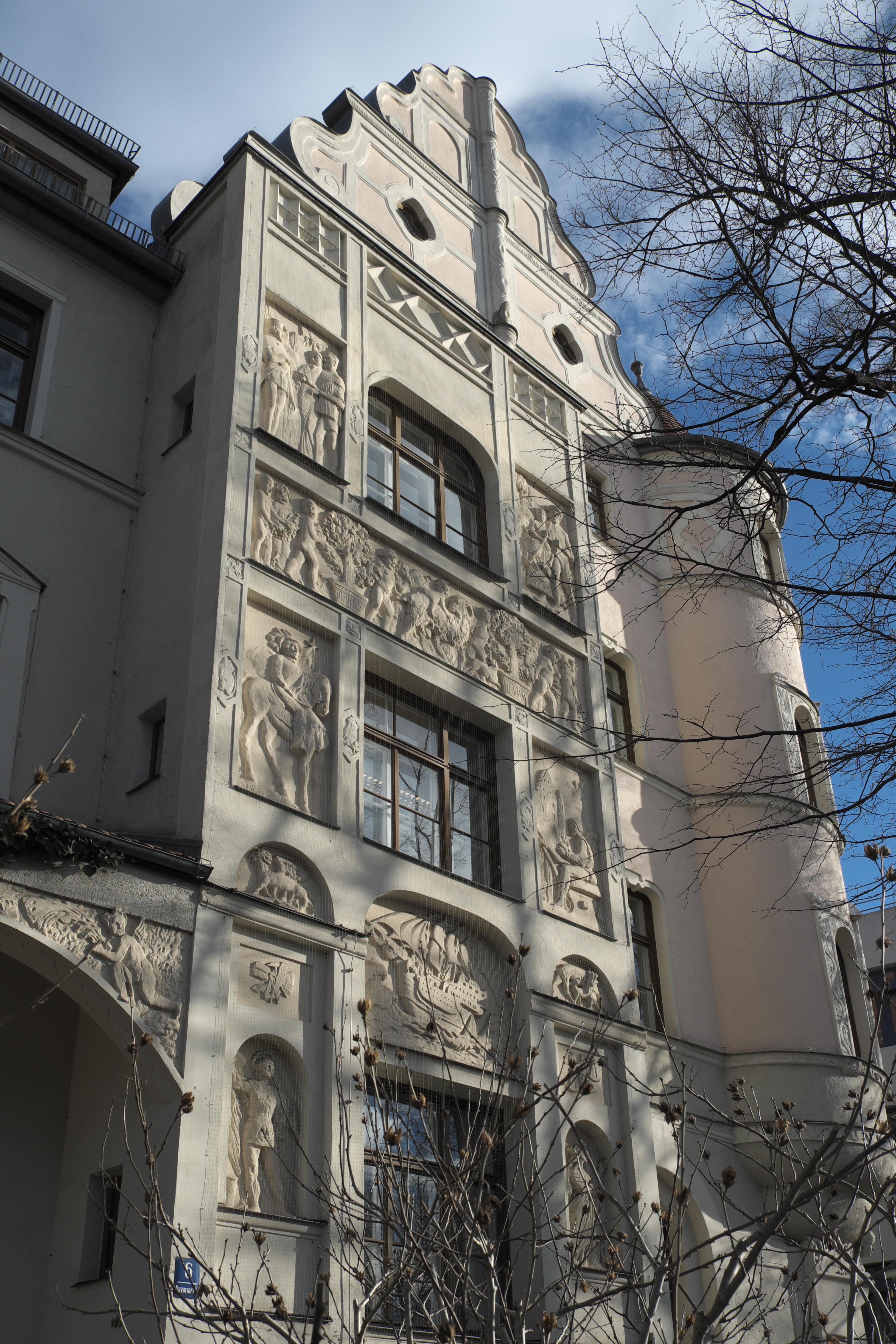
Haus Bavariaring 6 in München-Ludwigsvorstadt

Das Haus Bavariaring 6 ist eine denkmalgeschützte Villa im Münchner Stadtteil Ludwigsvorstadt.
Das Haus im Stil der „deutschen Renaissance“ wurde 1901/02 nach den Plänen des Architekten August Zeh errichtet. Es ist mit reichem plastischem und ornamentalem Dekor geschmückt. Die Balkone an der Ostseite besitzen geschnitzte Brüstungen. Der Eckerker geht über drei Geschosse.

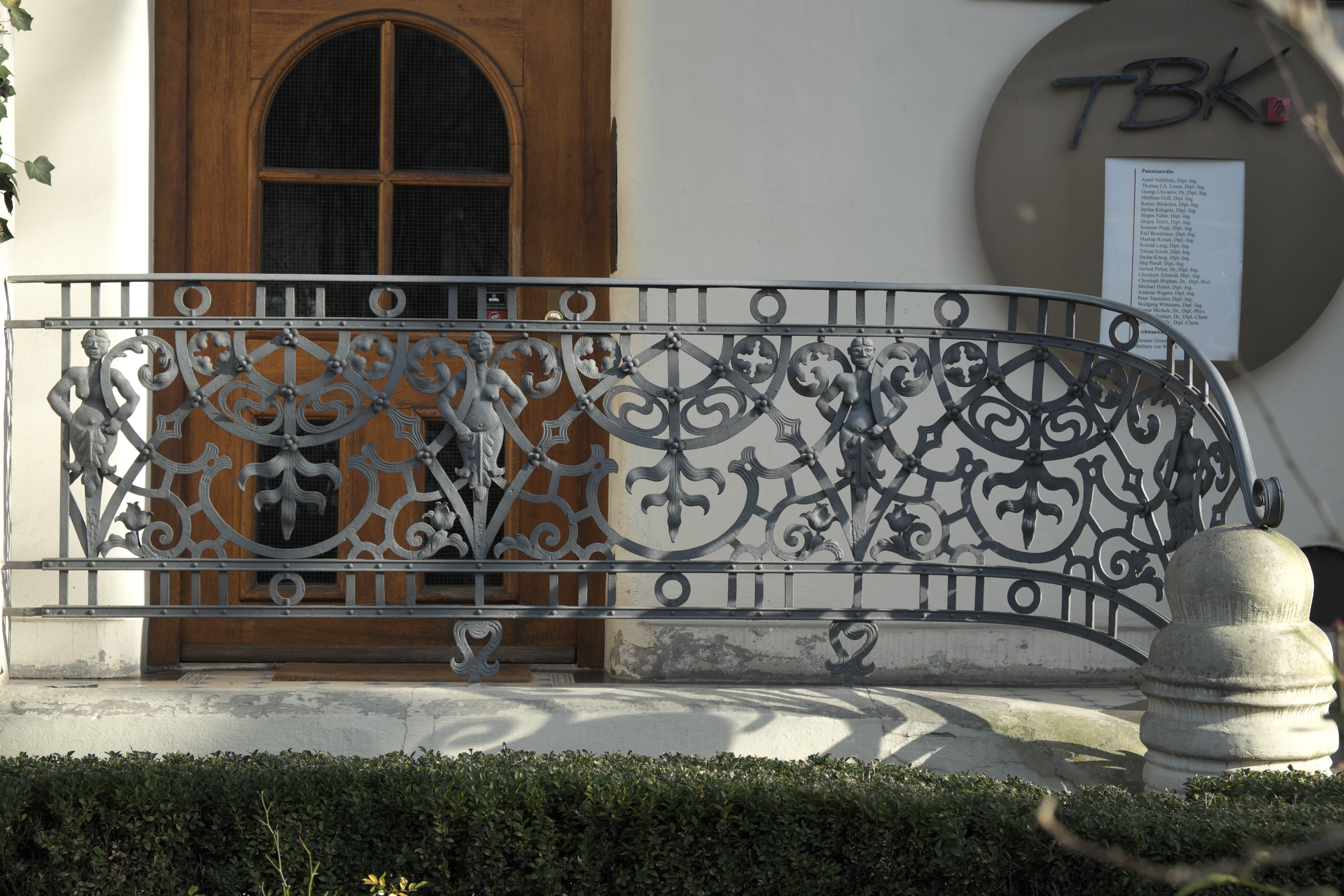
Eingang mit Eisengitter
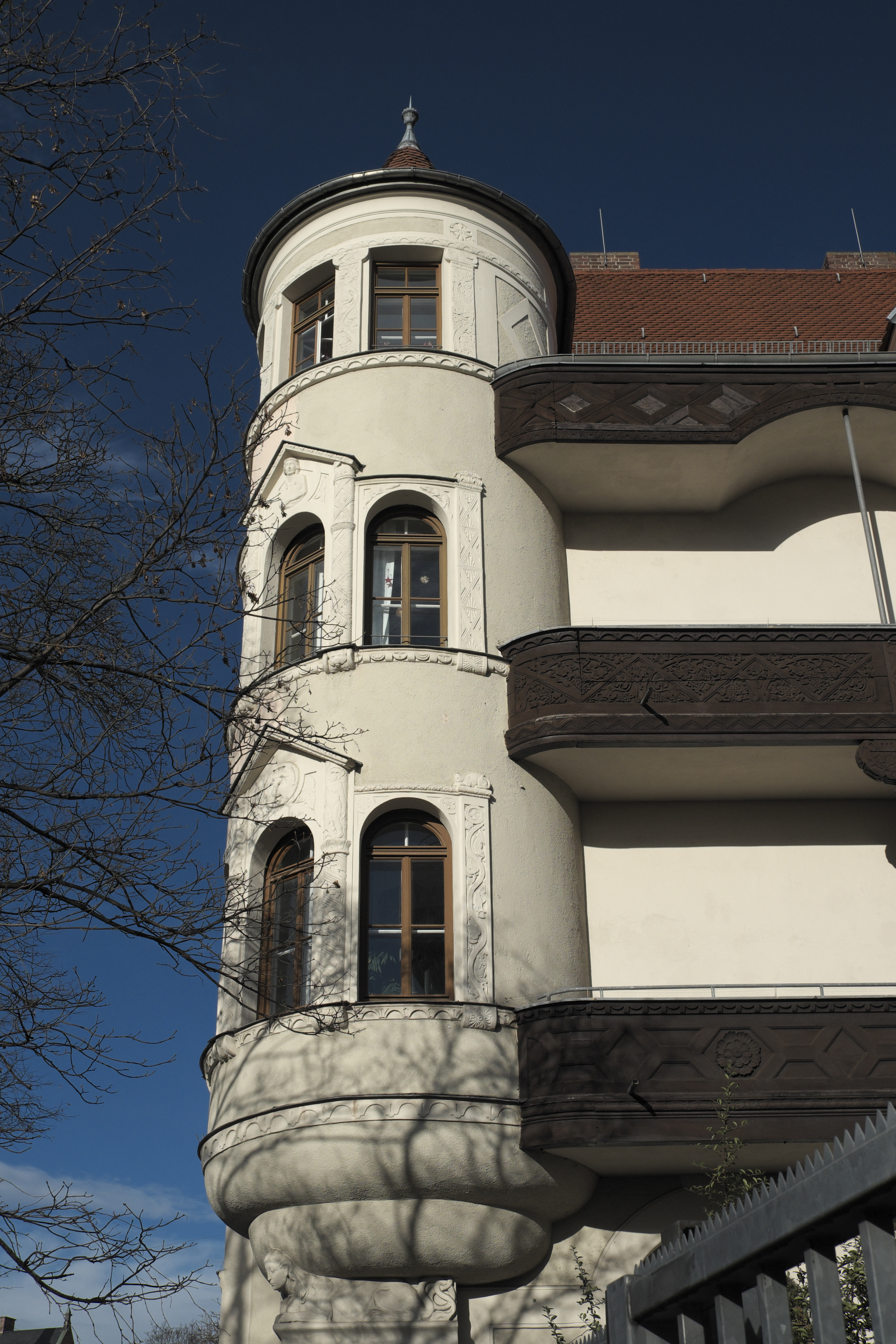
Eckerker und Balkone
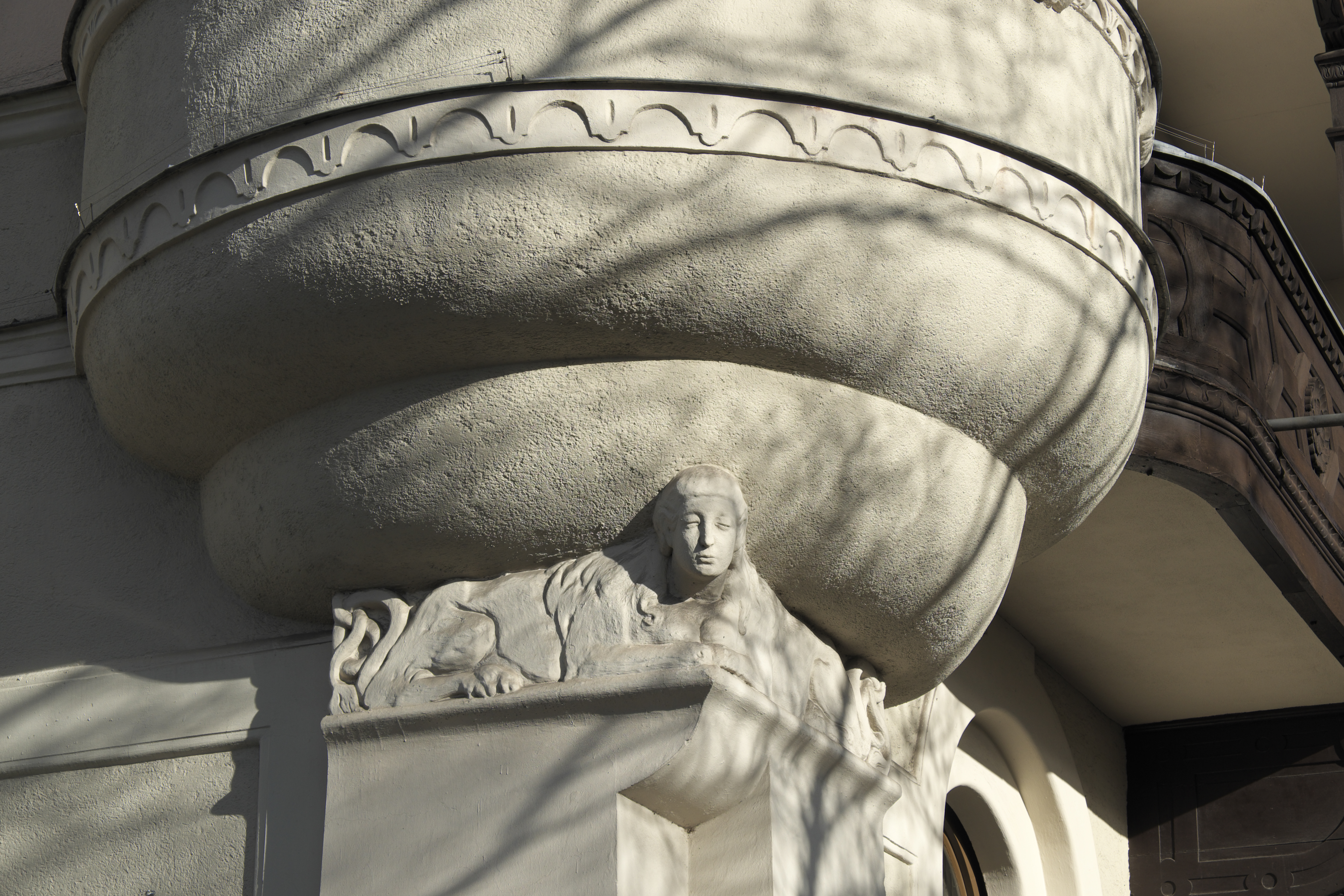
Detail des Eckerkers
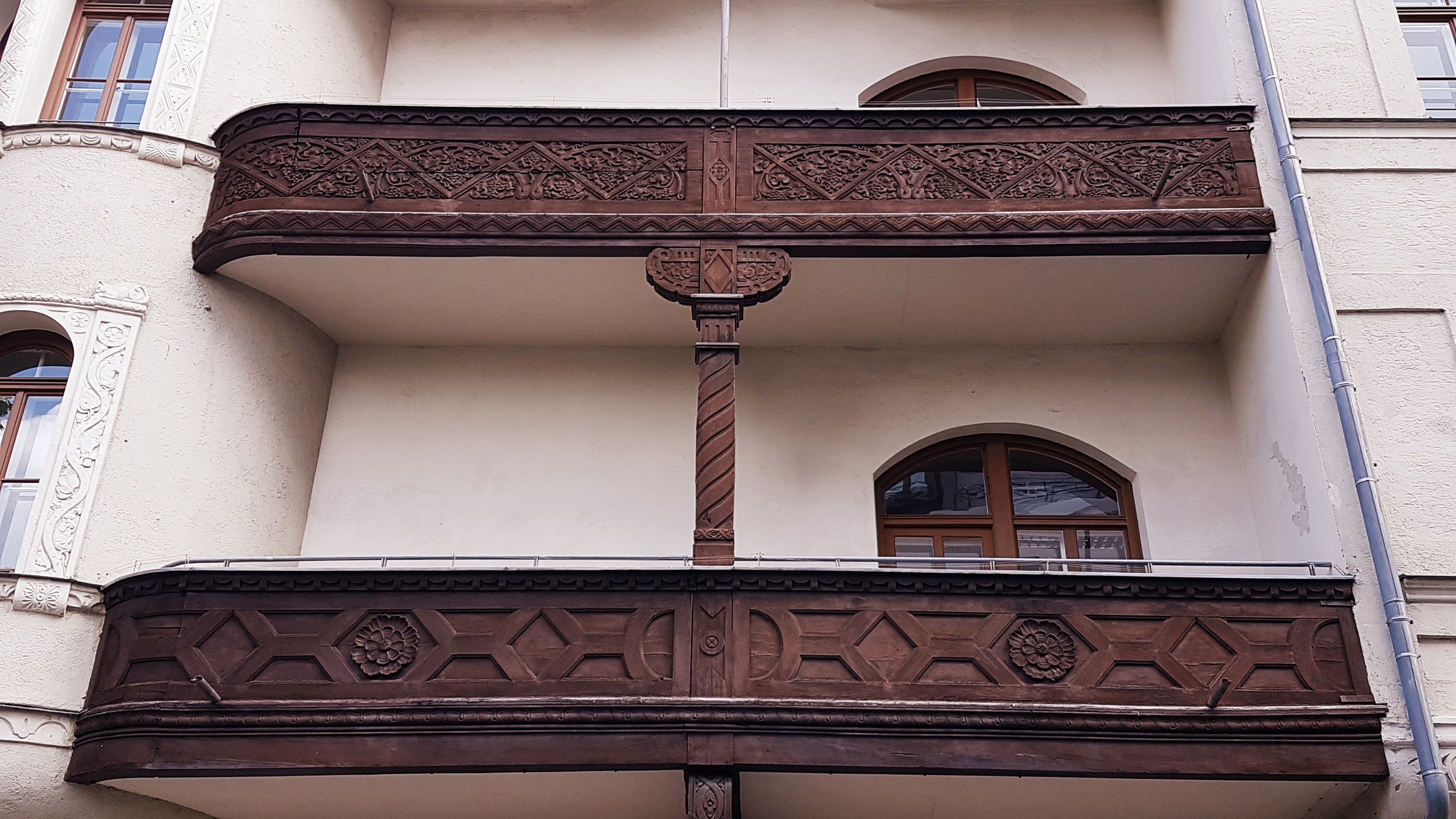
Geschnitzte Balkonbrüstungen